# FOXP2
FOXP2(Forkhead box protein P2, 포크헤드 박스 단백질 P2)는 인간에서 FOXP2 유전자에 의해 인코딩되는 단백질이다. FOXP2는 DNA에 결합하여 유전자 발현을 조절하는 단백질인 전사인자의 포크헤드 박스 계열에 속한다. 이는 뇌, 심장, 폐 및 소화 시스템에서 표현된다.
FOXP2는 많은 척추동물에서 발견되며 새의 의태(예: 새소리)와 박쥐의 반향정위에 중요한 역할을 한다. FOXP2는 인간의 말하기 및 언어의 적절한 발달에도 필요하다. 인간의 경우 FOXP2의 돌연변이는 심각한 말하기 및 언어 발달  장애를 유발한다. 생쥐와 명금류의 유전자에 대한 연구는 음성 모방 및 관련 운동 학습에 이 유전자가 필요하다는 것을 나타낸다. 뇌 외부에서도 FOXP2는 폐 및 소화 시스템과 같은 다른 조직의 발달과 관련되어 있다.
1998년에 KE 가족으로 지정된 영국 가족의 언어 장애의 유전적 원인으로 처음 확인된 FOXP2는 말하기 및 언어와 관련이 있는 것으로 발견된 최초의 유전자였으며 이후 "언어 유전자"라고 불렸다. 그러나 인간의 언어 발달에는 다른 유전자가 필요하며, 2018년 분석에 따르면 최근 인간에서 FOXP2의 긍정적인 진화 선택에 대한 증거가 없는 것으로 확인되었다.